# Shibe Park
O Shibe Park, poseriormente renomeado Connie Mack Stadium foi um estádio localizado na Filadélfia, no estado da Pensilvânia, nos Estados Unidos, foi inaugurado em 1909, foi a casa dos times de beisebol Philadelphia Phillies entre os anos de 1938 a 1970 e do Philadelphia Athletics entre 1909 e 1954, ambos da MLB, e do time de futebol americano Philadelphia Eagles entre 1942 a 1957.

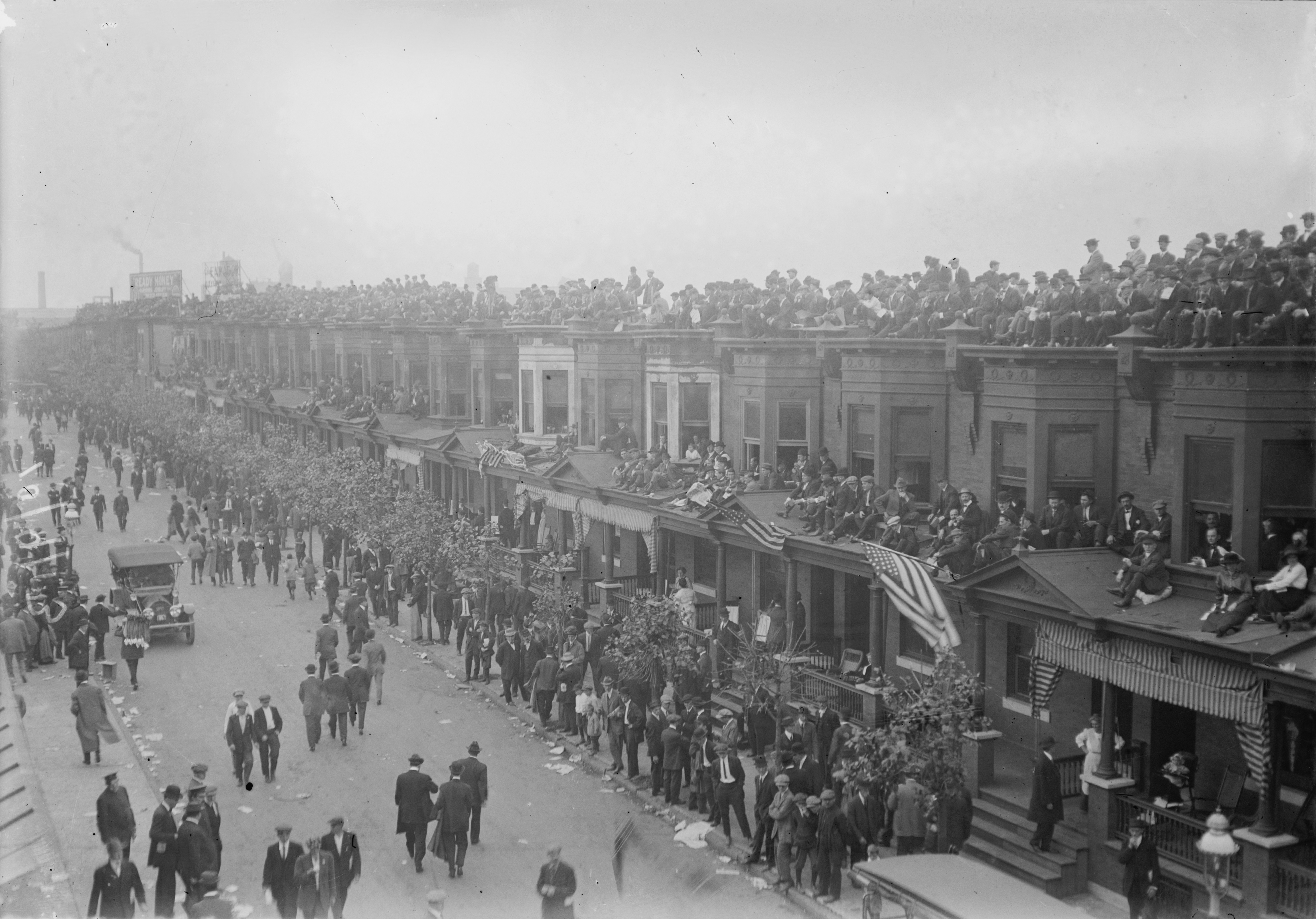
Especadores assistindo a uma partida no telhado das casas ao lado do estádio em 1913.

Era notável por ter especadores que assistiam as partidas do lado de fora no telhado das casas ao lado do estádio, foi demolido em 1976 quando o Veterans Stadium passou a ser a nova casa do Phillies.